# Kristie Ahn
Kristie Haerim Ahn (New York, 15 giugno 1992) è un'ex tennista statunitense di origini coreane.
Il 30 settembre 2019 ha raggiunto la 87ª posizione, suo miglior ranking in singolare, mentre al 24 aprile 2017 risale il suo miglior piazzamento in doppio, la 199ª posizione.
Kristie ha vinto sette titoli ITF di singolare e due di doppio; nel circuito WTA ha ottenuto il suo migliore risultato raggiungendo il quarto turno nel singolare agli US Open nel 2019.

## Carriera

### 2008
Esordisce nel circuito ITF nel 2008, al torneo di Landisville, vincendo subito il primo titolo ITF in singolare contro Rebecca Marino. Nel medesimo torneo debutta anche in doppio con Alexandra Gercone, fermandosi al primo turno. Dopo un passo falso al torneo ITF di El Paso, al torneo ITF di Houston vince ancora, aggiudicandosi il secondo titolo ITF in singolare, battendo in finale Chan Chin-Wei, A fine agosto partecipa per la prima volta ad un torneo WTA, raggiungendo il primo turno agli US Open. Chiude l'anno con un primo turno anche al torneo di Auburn.

### 2009
L'anno inizia con due fallite qualificazioni ai tornei di Rancho Mirage e Surprise, ma poi vince il torneo ITF di Hammond contro Sophie Ferguson. Verso fine maggio raggiunge i quarti al torneo ITF di Carson. Ad inizio agosto tenta la qualificazione al torneo WTA di Los Angeles, ma perde subito al primo turno. In seguito partecipa agli US Open nel doppio con Courtney B. Dolehide, ma perde subito al primo turno. Chiude l'anno con la mancata qualificazione al torneo ITF di Las Vegas.

### 2010-2011
L'anno inizia a fine aprile con il primo turno raggiunto al torneo ITF di Charlottesville. In seguito, dopo un primo turno nel doppio al torneo di Indian Harbour Beach, vince il titolo nel doppio al torneo ITF di Raleigh con Nicole Gibbs. Al torneo ITF di Carson raggiunge la finale, ma poi viene battuta da Coco Wandeweghe, mentre al successivo torneo di Grapevine raggiunge i quarti in doppio. Dopo una tentata qualificazione al torneo WTA di Stanford, non si qualifica al torneo ITF di Vancouver.
Nel 2011 torna in campo a fine luglio, fallendo al primo turno la qualificazione al torneo WTA di Stanford e poi rimane di nuovo ferma.

### 2012-2013
Anche quest'anno incomincia l'anno a luglio con il torneo WTA di Stanford, dove perde al primo turno di qualificazione. Nel torneo ITF del Bronx raggiunge i quarti in doppio con Jacqueline Cako. A metà settembre raggiunge la semifinale al torneo ITF di Redding e raggiunge poi i quarti in doppio al torneo di Phoenix con Mallory Burdette.
Nel 2013 disputa solo le qualificazioni al torneo WTA di Stanford, dove raggiunge il secondo turno.

### 2014
Esordisce al torneo ITF di Carson, dove si ferma al secondo turno. Al successivo torneo ITF di Lexington, raggiunge la semifinale in doppio con Kaitlyn Christian. Finalmente riesce a partecipare come wild card al torneo WTA di Stanford, perdendo però subito al primo turno contro Coco Wandeweghe. Al torneo ITF di Redding raggiunge i quarti in singolare e poi al torneo ITF di Florence arriva ai quarti in doppio con Alexa Guarachi. Chiude l'anno con un primo turno al torneo ITF di New Braunfels. Nel 2014 ha limitato l'attività sportiva per poter conseguire la laurea in Scienze e Tecnologia presso l'Università di Stanford.

### 2015
Ritorna a partecipare al circuito ITF dall'inizio dell'anno ed incomincia lo stesso con i quarti raggiunti al torneo ITF di Plantation. A fine gennaio, al torneo ITF di Sunrise raggiunge la semifinale in doppio con Elizabeth Halbauer. A metà maggio si ferma ai quarti al torneo ITF di Seul, mentre a fine mese vince il suo quarto titolo ITF in singolare al torneo di Changwon, battendo in finale Lee Ye-Ra. In seguito raggiunge i quarti al torneo ITF di Goyang. A fine agosto torna a vincere all'ITF di Winnipeg, dove sconfigge in finale Sharon Fichman, e perde la finale nel torneo di doppio in coppia con Lorraine Guillermo. A fine settembre raggiunge i quarti al torneo di Victoria e al torneo di Tampico. A metà ottobre raggiunge i quarti in doppio al torneo di Saguenay. Al torneo ITF di Toronto si ferma ai quarti in singolare, mentre perde in finale in doppio con Fanny Stollar. Chiude l'anno con i quarti al torneo ITF di Waco e il secondo turno al torneo WTA 125s di Carlsbad.

### 2016
L'anno inizia con le qualificazioni agli Australian Open, dove però perde subito al primo turn. In seguito partecipa al torneo ITF di Wesley Chapel e raggiunge i quarti in singolare e in doppio. A metà marzo al torneo ITF di Irapuato raggiunge ancora i quarti in singolare e al successivo torneo di Changwon raggiunge la finale ma viene sconfitta da Susanne Celik. In seguito tenta la qualificazione al Roland Garros ma perde al secondo turno contro Katerina Siniakova. Dopo vari primi e secondi turni, al torneo ITF di Sacramento, a metà luglio raggiunge i quarti in singolare e in doppio, in coppia con Grace Min. A fine agosto perde all'ultimo turno di qualificazione degli US Open contro Elise Mertens. Si riprende subito però al torneo ITF di Atlanta, dove raggiunge la semifinale in singolare, mentre al torneo ITF di Albuquerque arriva in semifinale in doppio con Chanelle Van Nguyen. A fine settembre raggiunge i quarti in doppio al torneo ITF di Las Vegas e in seguito la semifinale in doppio al torneo ITF di Macon con Jamie Loeb. Chiude l'anno con una sconfitta in finale al torneo ITF di Scottsdale  e i quarti in doppio a toreo ITF di Waco.

### 2017
L'anno inizia con il torneo ITF di Daytona Beach, dove perde subito al primo turno; al successivo torneo ITF di Toronto raggiunge i quarti e il medesimo risultato arriva anche al torneo ITF di Launceston. Al torneo ITF di Perth raggiunge la semifinale in doppio con Catherine Harrison. Ad inizio marzo si ferma in semifinale in singolare e in doppio al torneo ITF di Mildura. In seguito, dopo essere passata per le qualificazioni, si ferma al secondo turno WTA di Monterrey. Il periodo buono continua al successivo torneo ITF di Indian Harbour Beach, dove raggiunge i quarti al singolare e vince il titolo in doppio con Quinn Gleason. In seguito al torneo ITF di Dothan, vince il titolo in singolare contro Amanda Anisimova., mentre perde in finale nel doppio. A metà maggio partecipa al torneo ITF di Saint-Gaudens e perde in finale contro Richel Hogenkamp, mentre al Roland Garros perde nel secondo turno di qualificazione. Al torneo WTA di Nottingham si qualifica e perde ai quarti contro Magdalena Rybarikova, mentre a Wimbledon non riesce a qualificarsi né in singolare né in doppio. Come l'anno precedente fa bene al torneo ITF di Sacramento raggiungendo la semifinale. Dopo il primo turno al torneo WTA di Stanford, si qualifica agli US Open in doppio, ma perde subito al primo turno con Irina Falconi. A questo slam partecipa anche nel doppio misto con Tennnys Sandgren ma perde al primo turno in cassa. In Asia si qualifica solo al torneo di Seul, dove raggiunge il secondo turno e Tianjin dove perde subito al primo turno. Chiude l'anno con la vittoria al torneo ITF di Tyler e poi Danielle Collins,

### 2018
L'anno incomincia con la mancata qualificazione al torneo WTA di Brisbane; in seguito partecipa al torneo WTA di Sydney ma perde subito al primo turno. Medesimo risultato ottiene nello slam australiano, mentre al torneo WTA 125s di Indian Wells raggiunge il secondo turno. Dopo aver mancato la qualificazione ai tornei WTA di Indian Wells e Miami, a Charleston si ferma al secondo turno contro Julia Goerges. Dopo alcuni tornei ITF, non riesce a qualificarsi al Roland Garros ma in seguito al torneo ITF di Surbiton raggiunge i quarti. Si ferma al primo turno a Nottingham, mentre non si qualifica per i tornei di Birmingham e Wimbledon. Al torneo ITF di Berkeley raggiunge i quarti e poi ad inizio agosto si ferma in semifinale in doppio al torneo WTA di Washington. In seguito al torneo ITF di Landisville perde la finale in singolare contro Madison Brengle per ritiro, mentre in doppio si ferma in semifinale in coppia con Anhenna Kalinina. Agli US Open non si qualifica, ma poi raggiunge il secondo turno al torneo WTA 125s di Chicago. Dopo un primo turno al torneo di Quebec City, al torneo ITF di Templeton raggiunge la semifinale in doppio con Giuliana Olmos. Chiude l'anno con i quarti di finale in doppio al torneo ITF di Tyler.

### 2019
Kristie incomincia l'anno partecipando al torneo ITF di Playford, fermandosi subito al primo turno. Dopo la mancata qualificazione agli Australian Open, raggiunge il secondo turno al torneo WTA 125s di Newport Beach. Al torneo ITF di Midland si ferma ai quarti e poi perde in finale al torneo ITF di Rancho Santa Fe contro Nicole Gibbs. Raggiunge il terzo turno al torneo WTA 125s di Indian Wells, non si qualifica al torneo di Monterrey, ma a Bogotà raggiunge il secondo turno. Ad inizio maggio raggiunge i quarti di finale al torneo ITF di Gifu e al successivo torneo ITF di Fukuoka si ferma in semifinale in singolare, mentre in doppio perde la finale con Alison Bai. Al Roland Garros perde al primo turno di qualificazione mentre a Wimbledon riesce a qualificarsi, ma perde al primo turno contro Anastasija Sevastova. In seguito al torneo ITF di Berkeley raggiunge la semifinale in singolare e in doppio. Al torneo di San Josè si ferma al terzo turno in singolare, mentre non si qualifica per il torneo di Cincinnati. In seguito al torneo del Bronx raggiunge il secondo turno in singolare e i quarti in doppio, mentre agli US Open si ferma al secondo turno nel doppio e raggiunge un sorprendente quarto turno in singolare, perdendo contro Elise Mertens. Successivamente partecipa al torneo di Seul, dove raggiunge i quarti.

## Statistiche ITF

### Singolare

#### Vittorie (7)
| Torneo $100.000 (0) |
| Torneo $80.000 (1)  |
| Torneo $75.000 (0)  |
| Torneo $60.000 (1)  |
| Torneo $50.000 (0)  |
| Torneo $25.000 (3)  |
| Torneo $15.000 (0)  |
| Torneo $10.000 (2)  |

| N. | Data            | Torneo                                                   | Superficie  | Avversaria in finale | Punteggio           |
| 1. | 25 maggio 2008  | Koser Jewelers Pro Circuit Tennis Challenge, Landisville | Cemento     | Rebecca Marino       | 6–3, 2-6, 6-3       |
| 2. | 22 giugno 2008  | ITF Women's Circuit Houston, Houston                     | Cemento (i) | Chan Chin-wei        | 7-6(7), 0-6, 7-6(2) |
| 3. | 29 marzo 2009   | Tangipahoa Tourism $25,000 Women'S Pro Classic, Hammond  | Cemento     | Sophie Ferguson      | 0-6, 6-4, 6-4       |
| 4. | 31 maggio 2015  | ITF Changwon Women's Challenger Tennis, Changwon         | Cemento     | Lee Ye-ra            | 6–3, 3-2, rit.      |
| 5. | 30 agosto 2015  | Winnipeg Challenger, Winnipeg                            | Cemento     | Sharon Fichman       | 6-2, 7-5            |
| 6. | 23 aprile 2017  | Hardee's Pro Classic, Dothan                             | Terra verde | Amanda Anisimova     | 1-6, 6-2, 6-2       |
| 7. | 5 novembre 2017 | RBC Pro Challenge, Tyler                                 | Cemento     | Danielle Collins     | 6–4, 6–4            |

#### Sconfitte (6)
| Torneo $100.000 (0) |
| Torneo $80.000 (0)  |
| Torneo $75.000 (0)  |
| Torneo $60.000 (2)  |
| Torneo $50.000 (2)  |
| Torneo $25.000 (2)  |
| Torneo $15.000 (0)  |
| Torneo $10.000 (0)  |

| N. | Data             | Torneo                                                                          | Superficie  | Avversaria in finale | Punteggio      |
| 1. | 30 maggio 2010   | USTA LA Tennis Open, Carson                                                     | Cemento     | Coco Vandeweghe      | 1-6, 3-6       |
| 2. | 10 aprile 2016   | ITF Changwon Women's Challenger Tennis, Changwon                                | Cemento     | Susanne Celik        | 2-6, 0-6       |
| 3. | 6 novembre 2016  | CopperWynd Pro Women's Challenge, Scottsdale                                    | Cemento     | Beatriz Haddad Maia  | 6(4)-7, 6(2)-7 |
| 4. | 21 maggio 2017   | Open International Féminin Midi-Pyrénées Saint-Gaudens Comminges, Saint-Gaudens | Terra rossa | Richèl Hogenkamp     | 2-6, 4-6       |
| 5. | 12 agosto 2018   | Koser Jewelers Pro Circuit Tennis Challenge, Landisville                        | Cemento     | Madison Brengle      | 4-6, 0-1, rit. |
| 6. | 24 febbraio 2019 | Del Mar Financial Partners Inc. Open, Rancho Santa Fe                           | Cemento     | Nicole Gibbs         | 3-6, 3-6       |

### Doppio

#### Vittorie (2)
| Torneo $100.000 (0) |
| Torneo $80.000 (1)  |
| Torneo $75.000 (0)  |
| Torneo $60.000 (0)  |
| Torneo $50.000 (1)  |
| Torneo $25.000 (0)  |
| Torneo $15.000 (0)  |
| Torneo $10.000 (0)  |

| N. | Data           | Torneo                                                           | Superficie  | Partner       | Rivali in finale              | Risultato |
| 1. | 16 maggio 2010 | RBC Bank Women's Challenger, Raleigh                             | Terra verde | Nicole Gibbs  | Alexandra Mueller Ahsha Rolle | 6-3, 6-2  |
| 2. | 16 aprile 2017 | Revolution Technologies Pro Tennis Classic, Indian Harbour Beach | Terra verde | Quinn Gleason | Laura Pigossi Renata Zarazúa  | 6-3, 6-2  |

#### Sconfitte(4)
| Torneo $100.000 (0) |
| Torneo $80.000 (0)  |
| Torneo $75.000 (0)  |
| Torneo $60.000 (2)  |
| Torneo $50.000 (1)  |
| Torneo $25.000 (1)  |
| Torneo $15.000 (0)  |
| Torneo $10.000 (0)  |

| N. | Data             | Torneo                                     | Superficie  | Partner            | Rivali in finale             | Risultato           |
| 1. | 30 agosto 2015   | Winnipeg Challenger, Winnipeg              | Cemento (i) | Lorraine Guillermo | Sharon Fichman Jovana Jakšić | 2-6, 1-6            |
| 2. | 1º novembre 2015 | Tevlin Women's Challenger, Toronto         | Cemento (i) | Fanny Stollár      | Sharon Fichman Maria Sanchez | 2-6, 7-6(6), [6-10] |
| 3. | 22 aprile 2017   | Dothan Pro Tennis Classic, Dothan          | Terra verde | Lizette Cabrera    | Emina Bektas Sanaz Marand    | 3-6, 6-1, [2-10]    |
| 4. | 12 maggio 2019   | Fukuoka International Women's Cup, Fukuoka | Sintetico   | Alison Bai         | Naomi Broady Heather Watson  | w/o                 |

## Risultati in progressione
| Sigla | Risultato               |
| ----- | ----------------------- |
| V     | Vincitore               |
| F     | Finalista               |
| SF    | Semifinalista           |
| O     | Oro olimpico            |
| A     | Argento olimpico        |
| SF    | Bronzo olimpico         |
| QF    | Quarti di Finale        |
| 4T    | Quarto turno            |
| 3T    | Terzo turno             |
| 2T    | Secondo turno           |
| 1T    | Primo turno             |
| RR    | Round Robin             |
| LQ    | Turno di qualificazione |
| A     | Assente                 |
| ND    | Non disputato           |

| Legenda superfici    |
| -------------------- |
| Cemento              |
| Terra battuta        |
| Erba                 |
| Superficie variabile |

### Singolare nei tornei del Grande Slam
| Torneo             | 2008 | 2009 | ... | 2016 | 2017 | 2018 | 2019 | 2020 | 2021 | V–S |
| ------------------ | ---- | ---- | --- | ---- | ---- | ---- | ---- | ---- | ---- | --- |
| Australian Open    | A    | A    |     | Q1   | A    | 1T   | Q2   | 1T   | A    | 0–2 |
| Open di Francia    | A    | A    |     | Q2   | Q2   | Q1   | Q1   | 1T   | Q1   | 0–1 |
| Wimbledon          | A    | A    |     | A    | Q3   | Q2   | 1T   | ND   | 2T   | 1–2 |
| US Open            | 1T   | Q2   |     | Q3   | A    | Q2   | 4T   | 1T   | Q1   | 3–3 |
| Vittorie-sconfitte | 0–1  | 0–0  |     | 0–0  | 0–0  | 0–1  | 3–2  | 0–3  | 0–1  | 4–8 |

### Doppio nei tornei del Grande Slam
| Torneo             | 2008 | 2009 | ... | 2017 | 2018 | 2019 | 2020 | 2021 | V–S |
| ------------------ | ---- | ---- | --- | ---- | ---- | ---- | ---- | ---- | --- |
| Australian Open    | A    | A    |     | A    | A    | A    | A    | A    | 0–0 |
| Open di Francia    | A    | A    |     | A    | A    | A    | A    | A    | 0–0 |
| Wimbledon          | A    | A    |     | Q1   | A    | A    | ND   | A    | 0–0 |
| US Open            | A    | 1T   |     | 1T   | A    | 2T   | A    | A    | 1–3 |
| Vittorie-sconfitte | 0–0  | 0–1  |     | 0–1  | 0–0  | 1–1  | 0–0  | 0–0  | 1–3 |

### Doppio misto nei tornei del Grande Slam
| Torneo             | 2017 | 2018 | 2019 | 2020 | 2021 | V–S |
| ------------------ | ---- | ---- | ---- | ---- | ---- | --- |
| Australian Open    | A    | A    | A    | A    | A    | 0–0 |
| Open di Francia    | A    | A    | A    | A    | A    | 0–0 |
| Wimbledon          | A    | A    | A    | ND   | A    | 0–0 |
| US Open            | 1T   | A    | A    | A    | A    | 0–1 |
| Vittorie-sconfitte | 0–1  | 0–0  | 0–0  | 0–0  | 0–0  | 0–1 |